# Heinrich Schweickhardt

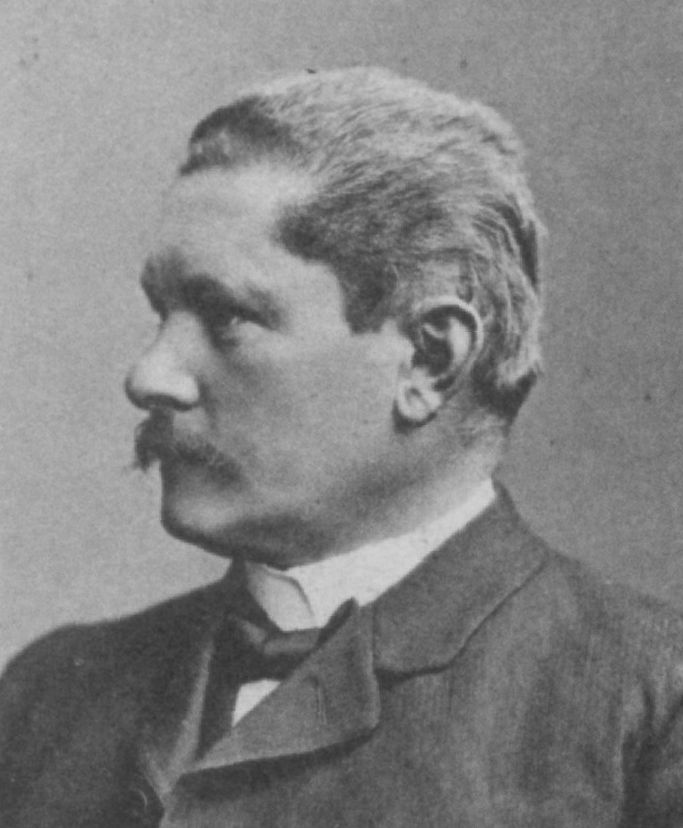
Heinrich Schweickhardt als Reichstagsabgeordneter 1912

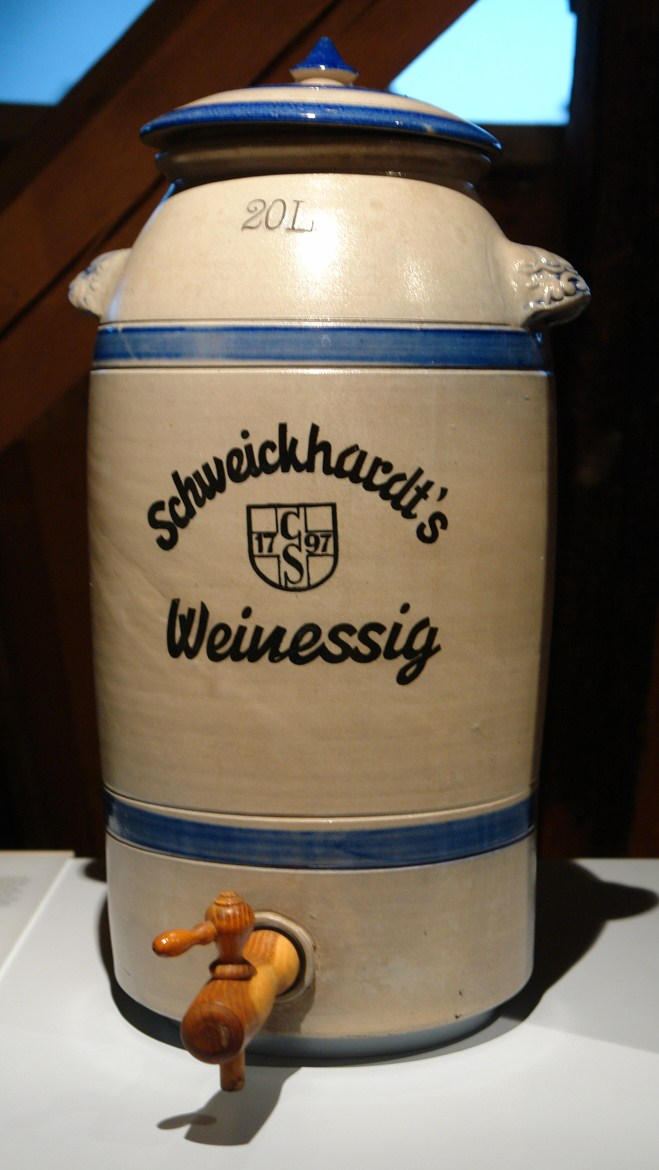
20 Liter Tongefäß mit Schweickhardt's Weinessig im Tübinger Stadtmuseum

Heinrich Schweickhardt (* 18. August 1862 in Tübingen; † 13. Dezember 1919 ebenda) war württembergischer Kaufmann, Tübinger Gemeinderat und Mitglied des Deutschen Reichstags (DtVP).

## Leben
Schweickhardt besuchte von 1870 bis 1878 Gymnasium und Realschule in Tübingen. Bis 1881 absolvierte er eine kaufmännische Lehre in Bremen, von 1882 bis 1884 war er in London und dann bis 1886 in Le Havre. Seit 1887 war er Teilhaber der Firma Gebr. Schweickhardt Essigfabrik, Branntweinbrennerei in Tübingen. 1881/82 diente er als Einjährig-Freiwilliger und danach war er Leutnant der Landwehr. Ab 1900 war er Mitglied der Handelskammer Reutlingen und des Gemeinderats in Tübingen.
Von 1903 bis 1918 war er Mitglied des Deutschen Reichstags für den Wahlkreis Württemberg 7 (Nagold, Calw, Neuenbürg, Herrenberg). 1919 war er noch kurzzeitig bis zu seinem Tode Mitglied des Württembergischen Landtags für die DDP.
Für das 1914 fertiggestellte Uhlandbad stiftete er zusammen mit einem andern ehemaligen Mitglied des Gemeinderates, Liesching, die von Richard Knecht angefertigte Skulptur „Der badende Jüngling“.